# Elizabeth Trahan
Elizabeth Welt Trahan (geboren als Elizabeth Welt, 19. November 1924 in Berlin; gestorben 16. September 2009) war eine rumänisch-amerikanische Literaturwissenschaftlerin.

## Leben
Elizabeth Welt war eine Tochter des aus Czernowitz stammenden Albert Welt (1895–1965) und der Selma Silberstein (1896–1929), nach dem frühen Tod ihrer Mutter wuchs sie bei den Großeltern mütterlicherseits in der Tschechoslowakei in Ostrau auf. Nach der deutschen Besetzung der Tschechoslowakei ging sie 1940 zum Vater nach Wien, um mit ihm zu emigrieren, was aber nicht gelang. Sie entkam der Judenverfolgung, da sie und ihr Vater Rumänen waren, die gesamte Familie ihrer Mutter hingegen wurde deportiert und ermordet.
Welt gelangte 1947 mit Unterstützung des American Jewish Joint Distribution Committee als Displaced Person in die USA, wo sie sich zunächst mit Hilfsarbeiten durchschlug. Sie erhielt ein Stipendium, besuchte das Sarah Lawrence College in Bronxville und machte einen M.A. an der Cornell University, an der sie auch als Teaching Assistant für Deutsch arbeitete, und wurde 1957 mit einer Dissertation über Friedrich Nietzsche an der Yale University bei René Wellek in Komparatistik promoviert. Sie heiratete 1957 den Mathematiker Donald H. Trahan, Hochschullehrer an der Naval Postgraduate School in Monterey, Kalifornien, die Ehe wurde 1974 geschieden. Ihre Tochter Jennifer Trahan arbeitet als Juristin in der Menschenrechtsthematik. 
Von 1956 bis 1960 arbeitete Trahan als Dozentin für Deutsch, Russisch und Literatur an der University of Massachusetts Amherst, 1960 wurde sie Assistant Professor an der University of Pittsburgh, ab 1965 als Associate Professor, für slawische Sprachen und Literatur. Ab 1968 war sie Professorin für Geisteswissenschaften am Middlebury Institute of International Studies at Monterey, 1979 erhielt sie dort die Professur für Komparatistik und German Studies. 1985 wurde Trahan emeritiert und arbeitete noch bis 1992, auch als Gastprofessorin am Amherst College. Ein Schwerpunkt ihrer Arbeit waren die literarische Übersetzung und das Dolmetschen. Als zweite Schule dieser Art in den USA gründete sie in Monterey die „School of Translation and Interpretation“.
Trahan Welt gab Textbücher für Studenten heraus, schrieb Artikel in wissenschaftlichen Zeitschriften und verfasste schließlich zwei autobiografische Bücher über die deutsche Judenverfolgung.

## Schriften (Auswahl)
- Die stillste Stunde : An anthology for the intermediate German student. Compiled and edited Elizabeth Welt Trahan. Boston : Ginn and Comp., 1961
- (Hrsg.): Gruppe 47 : ein Querschnitt : an anthology of contemporary German literature. Waltham (Massachusetts) : Blaisdell, 1969
- Walking With Ghosts: A Jewish Childhood in Wartime Vienna. New York : Lang, 1998
  - Geisterbeschwörung : eine jüdische Jugend im Wien der Kriegsjahre. Übersetzung Elfriede Potyka. Wien : Picus, 1996
- Ten Dollars in My Pocket: The American Education of a Holocaust Survivor : a memoir in documents. New York : Lang, 2006